# Zheng Xiaojing
Zheng Xiaojing (chinesisch 鄭曉靜 / 郑晓静, Pinyin Zhèng Xiǎojìng), * 12. Mai 1958 in Wuhan, Provinz Hubei, ist eine chinesische Physikerin. Seit 2009 ist Zheng Xiaojing Mitglied der Chinesischen Akademie der Wissenschaften. Von 2012 bis 2017 war sie Rektorin der Universität für Elektrotechnik und Elektronik Xi’an. 2013 bis 2018 war Zheng Xiaojing Mitglied der Politischen Konsultativkonferenz des chinesischen Volkes.

## Jugend und Studium
Zheng Xiaojings Vorfahren stammen eigentlich aus Yueqing in der ostchinesischen Provinz Zhejiang, sie selbst wurde jedoch am 12. Mai 1958 in Wuhan, der Provinzhauptstadt von Hubei geboren.
Ihre Eltern waren beide Hochschuldozenten. Um ihrer Tochter eine möglichst gute Ausbildung zu ermöglichen, nahmen sie sie im zweiten Jahr der Unterstufe vom universitätseigenen Gymnasium und schickten sie an das 2. Städtischen Gymnasium von Wuhan (武汉市第二中学), seit 1962 ein Schwerpunktgymnasium der Provinz Hubei, das bereits damals einen sehr guten Ruf genoss. Da sie relativ gut Hochchinesisch sprach, wurde sie bald Klassensprecherin. 1975 machte Zheng Xiaojing ihren Abschluss am Gymnasium – die Abiturprüfungen als Zugangsberechtigung zur Hochschule waren 1966 im Zuge der Kulturrevolution abgeschafft worden – und ging anschließend als sogenannte „Jugendliche mit Schulbildung“ (知识青年) nach Macheng, um dort im Rahmen der Landarbeit-Bewegung (上山下乡运动 bzw. „Hinauf auf die Berge und hinunter aufs Land“) in einer Volkskommune mitzuarbeiten.

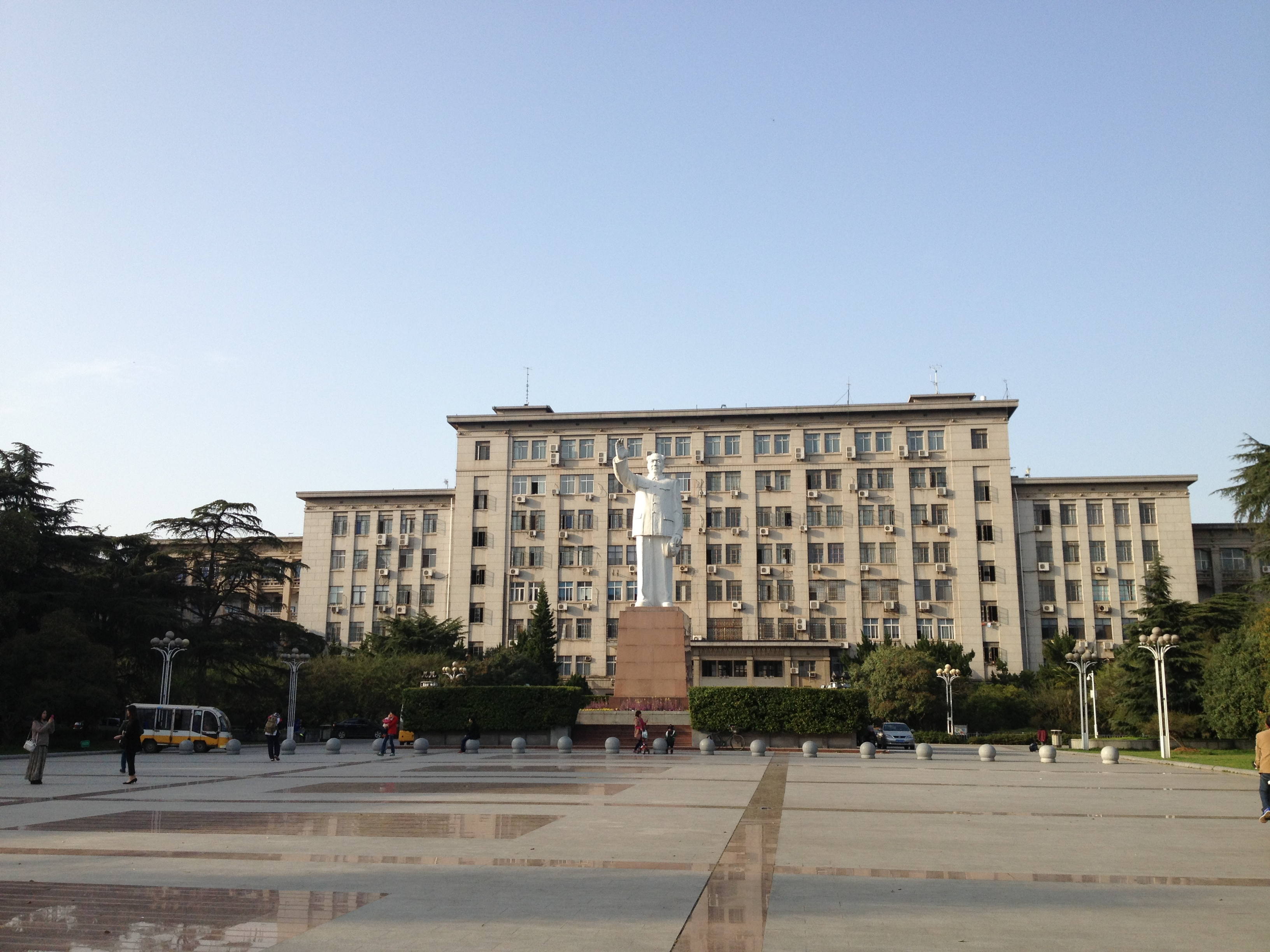
Hauptgebäude der Polytechnischen Akademie Zentralchina

Im April 1977 trat Zheng Xiaojing mit knapp 19 Jahren in die Kommunistische Partei Chinas ein.
Obwohl die Kulturrevolution 1976 mit der Verhaftung der Viererbande offiziell beendet worden war, war dies damals angesichts ihres intellektuellen Familienhintergrunds nicht einfach. Bald darauf wurden die Abiturprüfungen wieder eingeführt. Da es in ihrer Gegend kein Gymnasium gab, fanden die Prüfungen in der Produktionsgruppe (生产队) statt, einer Organisationseinheit, die einem natürlichen Dorf entsprach. Obwohl ihre Gymnasialzeit schon zwei Jahre zurücklag, erzielte sie beim Abitur ein gutes Ergebnis.
Ihre Eltern hätten es gerne gesehen, wenn sie die Universität Peking oder die Tsinghua-Universität besucht hätte, aber um eine Ablehnung an diesen Spitzenuniversitäten zu vermeiden, bewarb sie sich lieber an der Fakultät für automatische Steuerung der Polytechnischen Akademie Zentralchina (华中工学院) in Wuhan, der heutigen Universität für Wissenschaft und Technik Zentralchina. Im März 1978 wurde sie zum Beginn des Sommersemesters an der Polytechnischen Akademie aufgenommen, dort aber der Klasse für Mechaniklehrer (力学师资班) zugeteilt.
Ihr späterer Ehemann Zhou Youhe (周又和, * 1957), der ebenfalls aus Hubei stammte (aus Hanchuan), besuchte dieselbe Klasse. Nachdem die beiden im Februar 1982 das Vordiplom gemacht hatten, studierten sie weiter gemeinsam bei Ye Kaiyuan (叶开沅, 1926–2007).
Ye Kaiyuan, ein Schüler von Qian Weichang und selbst ein berühmter Experte für die Mechanik fester Körper, war an der Lanzhou-Universität tätig und von der Polytechnischen Akademie Zentralchina nur als ehrenamtlicher Diplomandenbetreuer angeworben worden. Da Zheng Xiaojing und Zhou Youhe beim Vordiplom gut abgeschnitten hatten, waren sie Ye Kaiyuan zugeteilt worden, die Betreuung existierte jedoch nur auf dem Papier. Bis zu ihrem Abschluss im Juni 1984 bekam Zheng Xiaojing ihren Professor nur zweimal zu Gesicht.
Nichtsdestotrotz verfasste Zheng Xiaojing eine sehr gute Diplomarbeit und wurde von der Fakultät für Mechanik der Polytechnischen Akademie als Dozentin angestellt. Ye Kaiyuan hätte sie jedoch gerne als Doktorandin bei sich in Lanzhou gehabt. Die Polytechnische Akademie hatte an sich bereits arrangiert, sie für ein Promotionsstudium in die USA zu schicken, nach längeren Diskussionen begab sie sich im März 1985 dann doch nach Lanzhou und begann dort unter Ye Kaiyuan mit ihrer Dissertation über Lösungen für die von-Kármán-Gleichungen bei beliebig durchgebogenen Platten (任意载荷下轴对称KARMAN方程的精确解及其近似解析求解法的研究), ein Thema, an dem Qian Weichang seit 1941 arbeitete. Es war auch Qian Weichang, mittlerweile Rektor der Polytechnischen Universität Shanghai, der als Gutachter für ihre Doktorarbeit nach Lanzhou gerufen wurde. Im November 1987 wurde Zheng Xiaojing promoviert. Qian Weichang wollte sie eigentlich nach Shanghai holen, aber nachdem Zhou Youhe in jenem Jahr ebenfalls nach Lanzhou gekommen war, um bei Ye Kaiyuan ein Promotionsstudium zu beginnen, blieb sie als Dozentin an der Lanzhou-Universität.

## Lanzhou-Universität
Zheng Xiaojing nahm ihre Tätigkeit als Dozentin an der Fakultät für Mechanik der Lanzhou-Universität im Dezember 1987 auf.
1988 wurde sie, obwohl sie an sich noch nicht das nötige Alter hatte, zur außerordentlichen Professorin (副教授) berufen. Am 23. September 1988 gehörte sie zur ersten Gruppe, der in der Huairen-Halle des Zhongnanhai-Komplexes der vom Chinesischen Verein für Wissenschaft und Technologie (中国科学技术协会, siehe unten) auf Anregung von Qian Xuesen gestiftete Preis für junge Wissenschaftler und Ingenieure (中国科协青年科技奖) verliehen wurde.
Im Juni 1992 wurde Zheng Xiaojing – ebenfalls vorzeitig – zur ordentlichen Professorin berufen. Einhergehend mit der Beförderung wurde ihr vom Staatsrat der Volksrepublik China noch ein zusätzliches Sondergehalt (国务院政府特殊津贴) von 100 Yuan pro Monat zugesprochen. Im Mai 1993 begab sich Zheng Xiaojing in die USA, wo sie bis Januar 1995 als Gastwissenschaftlerin an der University of Kentucky und an der Clarkson University tätig war. Danach war sie noch einmal von Juli bis Oktober 2002 als Gastwissenschaftlerin an der University of Delaware.
Bei der Forschung arbeitete Zheng Xiaojing eng mit ihrem mittlerweile ebenfalls als Professor an der Lanzhou-Universität tätigen Ehemann zusammen, wobei die beiden in gewisser Weise das Werk Theodore von Kármáns fortsetzten.
Sie war auf folgenden Gebieten aktiv:
- Nichtlineare Mechanik von Platten und Schalen, wobei sie sich speziell mit der starken Durchbiegung runder dünner Platten durch Lasten in beliebiger Achsensymmetrie befasste.
- Mechanik der elektromagnetischen Felder und festen Körper, wobei sie sich insbesondere mit ferromagnetischen Materialien befasste, bei denen durch Anlegen eines magnetischen Feldes eine ausgesprochen starke Längenänderung erzielt werden kann (die sogenannte „Supermagnetostriktion“). Sie erarbeitete ein nichtlineares Materialmodell, das die Kopplung zwischen Kraftfeld, Magnetfeld und Wärmefeld beschrieb.
- Sand enthaltende Wirbelströmungen mit hoher Reynolds-Zahl. Hier befasste sie sich insbesondere mit der Wanderung von Sanddünen (Lanzhou ist die Hauptstadt der Provinz Gansu). Durch Erforschung der Gesetzmäßigkeiten von elektrostatisch aufgeladenen Sandkörnern, zuerst im Labor,[14][15] dann auf einer Beobachtungsstation für Sandstürme am Qingtu-See (青土湖) im Kreis Minqin, konnte sie eine Möglichkeit zur kostengünstigen und effizienten Befestigung des Wüstenbodens durch schachbrettartige Grasfelder von genau berechneter Größe entwickeln.[12][13]

Am 5. Mai 1993 ereignete sich im Hexi-Korridor von Gansu ein verheerender Sandsturm, bei dem innerhalb von vier Stunden 85 Menschen und 120.000 Nutztiere ums Leben kamen, 370.000 ha frisch bestelltes Ackerland wurde von Sand bedeckt, was zu einem Totalausfall der Ernte führte. Der unmittelbare wirtschaftliche Schaden belief sich auf 560 Millionen Yuan.
Von da an wurde die Forschung zu Sand- und Staubstürmen sowie Desertifikation stark gefördert, im Mai 2008 wurde an der von Zhou Youhe geleiteten Fakultät für Bauingenieurwesen und Mechanik das Schwerpunktlabor des Bildungsministeriums für die Mechanik von Naturkatastrophen und Umwelt in Westchina (西部灾害与环境力学教育部重点实验室) eingerichtet.
Dort befassten sich Zheng Xiaojing und ihre Mitarbeiter mit den stark nichtlinearen Fragestellungen auf diesem Gebiet, so zum Beispiel mit dem Effekt, den Windschutzwände an Eisenbahnstrecken auf die Ablagerung von Sand auf den Gleisen haben. Sand der sich im Windschatten der Wand ansammelt, wird vom Fahrtwind des Zuges hochgewirbelt und gelangt so auf die Schienen. Der Effekt ist nicht nur abhängig von der Geschwindigkeit des Zuges, sondern auch von der Höhe der Wand.
Am 3. Dezember 2009 wurde Zheng Xiajing als Mitglied der Abteilung Mathematik und Physik in die Chinesische Akademie der Wissenschaften berufen.

## Universität für Elektrotechnik und Elektronik Xi’an
Zheng Xiaojing war bereits seit November 1998 Prorektorin der Lanzhou-Universität gewesen, seit Dezember 2007 zusätzlich Leiterin des Graduiertenkollegs (研究生院) der Universität.
Im Juni 2012 wurde sie auf Anweisung des Bildungsministeriums der Volksrepublik China als Nachfolgerin des Mechatronik-Ingenieurs Duan Baoyan zur Rektorin der Universität für Elektrotechnik und Elektronik Xi’an berufen; die feierliche Amtseinführung fand am 10. Juli 2012 statt.
Neben ihrer Verwaltungstätigkeit hielt Zheng Xiaojing Lehrveranstaltungen zu Theoretischer Mechanik, Festigkeitslehre, Elastizität sowie Platten- und Schalentheorie ab. Außerdem betrieb sie weiterhin Forschung, überwiegend auf dem Gebiet der Sandstürme. Von ihr persönlich geleitete und von der Nationalen Stiftung für Naturwissenschaften sowie dem Ministerium für Wissenschaft und Technologie geförderte Projekte waren:
- Erforschung und Demonstration von Technologien zur Eindämmung von Schäden durch Sandstürme und Desertifikation im Kreis Minqin von Gansu (Januar 2013 – Dezember 2016)
- Messung und Analyse der Besonderheiten und Wirbelstruktur von Strömungsfeldern von Sand und Staubstürmen (Januar 2013 – Dezember 2017)
- Methoden zur Messung von Schäden an den Schienen von Hochgeschwindigkeitseisenbahnstrecken über die magnetische Suszeptibilität des Metalls (Januar 2015 – Dezember 2018)
- Struktur und Entwicklungsmechanismen von Wirbelströmungen mit hoher Reynolds-Zahl während Sandstürmen (Januar 2015 – Dezember 2019)

Eines der wichtigsten Ereignisse in ihrer Amtszeit als Rektorin war die Gründung der Fakultät für Weltraumwissenschaft und -technologie am 14. Juli 2013. Die Initiative hierzu ging von Bao Weimin aus, Absolvent der Universität und seit 2010 Aufsichtsratsvorsitzender der China Aerospace Science and Technology Corporation (CASC). Nach einem in gewisser Weise der deutschen Stiftungsprofessur vergleichbaren Prinzip werden Einrichtungen der Fakultät von der CASC mit einem (zeitlich nicht begrenzten) Fonds ausgestattet, aus dem von einer mit Vertretern der Firma und der Universität besetzten Kommission Forschungsprojekte finanziert werden, deren Ergebnisse von der CASC genutzt werden.
Die Fakultät dient explizit der Heranbildung von dringend benötigtem Nachwuchs für die Industrie. Der Unterricht ist stark praxisorientiert, untere Semester werden neben der Vermittlung von Grundkenntnissen bereits an Ingenieurprojekte herangeführt.
Im September 2017 wurde der Funktechnik-Ingenieur Yang Zongkai (杨宗凯, * 1963) vom Bildungsministeriums der Volksrepublik China zum neuen Rektor der Universität für Elektrotechnik und Elektronik ernannt, die feierliche Amtsübergabe fand am 14. November 2017 statt.
Zheng Xiaojing blieb, obwohl sie die Pensionsgrenze von 55 Jahren für Akademikerinnen bereits überschritten hatte, als Professorin und Doktorandenbetreuerin an der Universität. Auch ihren Posten als Vorsitzende der Parteizelle der Universität, den sie im Januar 2017 angetreten hatte, behielt sie noch bis Februar 2019.
In dieser Eigenschaft förderte sie das von Li Xiaoping (李小平 * 1961), der Dekanin der Fakultät für Weltraumwissenschaft und -technologie, vorgeschlagene Lauschprojekt zur optischen Beobachtung (die Projektbezeichnung ist irreführend) von potentiell bewohnbaren Exoplaneten. Mit Unterstützung der China Aerospace Science and Technology Corporation, die das Projekt aufgriff, wurde an der Universität am 3. Dezember 2018 das interdisziplinäre  Zentrum für transfinite Wahrnehmung gegründet, Zheng Xiaojing und Bao Weimin wurden zu gleichberechtigten Chefwissenschaftlern ernannt.
Als am 19. März 2019 am Qian-Xuesen-Labor für Weltraumtechnologie, einem Innovationszentrum der CASC in Peking, das Forschungszentrum für die Erkundung von Exoplaneten (系外行星探测研究中心) und die Akademikerwerkstatt für die Erkundung von Exoplaneten (系外行星探测院士工作室) gegründet wurden, wurde Zheng Xiaojing auch an diesen beiden Einrichtungen zur Chefwissenschaftlerin ernannt.
Durch die Berichterstattung der chinesischen Medien über dieses Projekt erlangte sie auch jenseits der Fachwelt Bekanntheit.

## Verbandsarbeit und politisches Engagement
Zheng Xiaojing ist Mitglied der Chinesischen Gelehrtengesellschaft für theoretische und angewandte Mechanik (中国力学学会), seit dem 1. November 2014 eine der neun stellvertretenden Vereinsvorsitzenden.
Die Gesellschaft für Mechanik ist wiederum Mitglied des Chinesischen Vereins für Wissenschaft und Technologie (中国科学技术协会), ein Dachverband für derzeit (2022) 211 naturwissenschaftlich-technische Organisationen, von der Chinesischen Mathematiker-Vereinigung (中国数学会) über den Verein Chinesischer Maschinenbauingenieure (中国机械工程学会) bis zum Chinesischen Pflanzenschutzverein (中国植物保护学会).
Vom 2. Juni 2016 bis zum 30. Mai 2021 fungierte Zheng Xiaojing als stellvertretende Vorsitzende des Vereins für Wissenschaft und Technologie.
Zheng Xiaojing vertritt feministische Positionen. So kritisierte sie bei ihren Besuchen in Gymnasien die während der Reform- und Öffnungspolitik unter Schülerinnen der Oberstufe verbreitete Einstellung „besser gut geheiratet als gut studiert“ (干得好不如嫁得好), vom 30. Oktober 2013 bis zum 1. November 2018 saß sie im Ständigen Ausschuss der All-Chinesischen Frauenvereinigung (中华全国妇女联合会常务委员会).
Von März 2013 bis Februar 2018 war sie als Vertreterin der Unterrichtenden Kreise (教育界) Mitglied der Politischen Konsultativkonferenz des chinesischen Volkes.